# Carl Steffeck
Carl Constantin Heinrich Steffeck, född den 4 april 1818 i Berlin, död den 11 juli 1890 i Königsberg, var en tysk målare, litograf och raderare. 
Steffeck blev utbildad vid akademien i Berlin (Krüger, Begas) och en kortare tid i Paris under Delaroche, senare i Rom; 1859 blev han professor och 1880 direktör för Königsbergs-akademien. 
Steffeck var en betydande, solid och duktig konstnär, vars historiemålerier och djurbilder sågs i många offentliga samlingar i Tyskland: Alte Nationalgalerie i Berlin, museet i Königsberg (Buffelspann), Hamburger Kunsthalle (ryttarbild,  Moltkes ridhäst med mera) och många andra.